# Робиния клейкая
Робиния клейкая (лат. Robinia viscosa) — вид деревьев из рода Робиния (Robinia) семейства Бобовые (Fabaceae).

## Распространение и экология
В природе ареал вида охватывает Северную Америку — от Северной Каролины до Алабамы. Растет в Аллеганских горах.

## Ботаническое описание
Дерево высотой до 12 м, с широкой кроной и стволом диаметром до 35 см. Кора толстая, тёмно-коричневая, гладкая. Побеги, стержни листьев, ось соцветия, цветоножки и чашечки клейкие от железистого опушения.
Листья длиной до 20 см, из 13—25 (до 27) листочков; листочки продолговато-эллиптические, длиной 2,5—4 см, шириной до 2 см, на верхушке более или менее тупые и с коротким шипиком, при основании округлые или широко клиновидные, в ранном возрасте опушённые, позднее сверху голые, ярко-зелёные, снизу сероватые, голые или опушенные. Прилистники превращены в шиловидные колючки длиной 4—5 мм или опадающие.
Цветки розовые, длиной около 2 см, собраны по 6—15 в почти прямостоящие кисти длиной 5—10 см и шириной 4—5 см. Чашечка длиной до 7 мм, шириной 5 мм, тёмно-красная, с узко треугольными зубцами.
Бобы продолговато-линейные, длиной 5,5—9 см, шириной до 12 мм, на конце с загнутым кверху носиком, негусто железисто-щетинистые. Семена продолговато-почковидные, длиной около 4 мм, шириной 2 мм, гладкие, коричневые, матовые.
Цветёт в мае — июне, иногда вторично в августе. Плодоносит с августа.

## Значение и применение
В культуре с 1791 года.
В садах и парках используют нечасто, одиночными экземплярами и группами.

## Классификация

### Представители
В рамках вида выделяют ряд разновидностей:
- Robinia viscosa var. hartwegii (Koehne) Ashe

- [syn.  Robinia hartwigii Koehne]

- Robinia viscosa var. viscosa

### Таксономия
Вид Робиния клейкая входит в трибу Robinieae рода Робиния (Robinia) подсемейства Мотыльковые (Faboideae) семейства Бобовые (Fabaceae) порядка Бобовоцветные (Fabales).
|  |                                      |  |                                                             |                                                             |                   |  | ещё 3 семейства (согласно Системе APG II) | ещё 3 семейства (согласно Системе APG II)    |                                              |  |  |  | ещё около 470 родов | ещё около 470 родов |  |  |
|  |                                      |  |                                                             |                                                             |                   |  | ещё 3 семейства (согласно Системе APG II) | ещё 3 семейства (согласно Системе APG II)    |                                              |  |  |  | ещё около 470 родов | ещё около 470 родов |  |  |
|  |                                      |  |                                                             | порядок Бобовоцветные                                       |                   |  |                                           |                                              | подсемейство Мотыльковые                     |  |  |  |                     | вид Робиния клейкая |  |  |
|  |                                      |  |                                                             | порядок Бобовоцветные                                       |                   |  |                                           |                                              | подсемейство Мотыльковые                     |  |  |  |                     | вид Робиния клейкая |  |  |
|  | отдел Цветковые, или Покрытосеменные |  |                                                             |                                                             | семейство Бобовые |  |                                           |                                              | род Робиния                                  |  |  |  |                     |                     |  |  |
|  | отдел Цветковые, или Покрытосеменные |  |                                                             |                                                             |                   |  |                                           |                                              |                                              |  |  |  |                     |                     |  |  |
|  |                                      |  | ещё 44 порядка цветковых растений (согласно Системе APG II) | ещё 44 порядка цветковых растений (согласно Системе APG II) |                   |  |                                           | ещё 2 подсемейства (согласно Системе APG II) | ещё 2 подсемейства (согласно Системе APG II) |  |  |  | ещё около 20 видов  |                     |  |  |
|  |                                      |  |                                                             | ещё 44 порядка цветковых растений (согласно Системе APG II) |                   |  |                                           |                                              | ещё 2 подсемейства (согласно Системе APG II) |  |  |  |                     |                     |  |  |